# Anarquismo sin adjetivos

El anarquismo sin adjetivos no toma banderas específicas de escuelas anarquistas y deja en la no coacción el principio de unión entre ellas.

El anarquismo sin adjetivos es una idea que defiende que las diferentes escuelas de pensamiento anarquistas pueden y deben convivir simultáneamente. Da paso a la voluntariedad (no coacción, libertad negativa) de las personas (sobre sus cuerpos, mentes y bienes) para elegir el tipo de asociación (asociación voluntaria) que considere cada quien más favorable y preconiza la libre experimentación de modelos legales y económicos.

## Teoría
El origen del término data del año 1890, durante una polémica sobre un sistema económico para el anarquismo entre mutualistas, anarcocolectivistas y anarcocomunistas de varios países en el periódico francés La Révolte, cuando Fernando Tarrida del Mármol envió una carta al periódico exponiendo cómo se interpretaba en el movimiento libertario español la cuestión del desarrollo de una sociedad anarquista: 

[...] creemos que ser anarquista significa ser enemigo de toda autoridad e imposición, y por consecuencia, sea cual sea el sistema que se preconice, es por considerarlo la mejor defensa de la Anarquía, no deseando imponerlo a quienes no lo aceptan.

Para estos anarquistas las preferencias económicas se consideran de "importancia secundaria" a la abolición de toda autoridad involuntaria y permanente, y la libre experimentación es la única regla de una sociedad libre. Rudolf Rocker dice sobre los diferentes tipos de anarquismo:

(presentan) sólo diferentes métodos de la economía, posibilidades prácticas que aún no se han probado, y que el primer objetivo es garantizar la libertad personal y social de los hombres no importa sobre qué base económica se la logre.

Anarquistas conocidos que llegaron en algún momento a considerarse a sí mismos sin adjetivos, fueron Errico Malatesta y Voltairine de Cleyre. Actualmente también existen anarquistas quienes se denominan "sin adjetivos":

No tengo ningún prefijo o adjetivo para mi anarquismo. El sindicalismo creo que puede funcionar, como puede el anarcocapitalismo de mercado libre, el anarcocomunismo, incluso anarcoermitaños, dependiendo de la situación.
Fred Woodworth, del libro Voces anarquistas, de Paul Avrich